# Cruzeiros do Campo das Hortas e de Santa Ana
O Cruzeiro do Campo das Hortas e o Cruzeiro de Santa Ana são dois cruzeiros localizados na cidade de Braga, Portugal, mas localizados em espaços diferentes da cidade, estando o primeiro no Campo das Carvalheiras e outro no Largo da Senhora-a-Branca.
Ambos o cruzeiros foram mandados edificar pelo arcebispo D. Furtado de Mendonça, no século XVII.
Ambos os cruzeiros estão classificados como Monumento Nacional desde 16 de Junho de 1910.

## Descrição
Os cruzeiros estão assentes num quadrilátero, com almofadas, seguido de uma coluna repartida em três partes - a inferior decorada com pontas de diamante ou óvulos, e as duas restantes estriadas, encimadas por uma esfera e rematadas pela cruz arcebispal.

## Cruzeiro do Campo das Hortas
O Cruzeiro do Largo das Carvalheiras passou a ocupar este lugar por volta de 1913, quando no Campo das Hortas foi substituído pelo fontanário.

## Cruzeiro de Santa Ana
O Cruzeiro do Largo da Senhora-a-Branca esteve primitivamente ao fundo da Avenida Central tendo sido transferido para este local em 1914, dentro do amplo arranjo urbanístico que teve lugar durante o tempo em que o Tenente-coronel Lopes Gonçalves foi presidente da câmara (1913 – 1915).